# Ravne (Šoštanj, Slovenija)
Ravne je naselje u slovenskoj Općini Šoštanju. Ravne se nalazi u pokrajini Štajerskoj i statističkoj regiji Savinjskoj. 

## Stanovništvo
Prema popisu stanovništva iz 2002. godine naselje je imalo 1,062 stanovnika.